# Jacob & Co
Jacob & Co. es una empresa estadounidense que vende productos de joyería y relojes de pulsera, fundada en 1986 por el diseñador de joyas Jacob Arabo. Su boutique insignia y su sede corporativa se encuentran en Manhattan, Nueva York.

## Historia
Después de graduarse anticipadamente en un curso de diseño de joyas en 1981 en Nueva York, Jacob Arabo abrió un pequeño puesto en el distrito de los diamantes de la ciudad de Nueva York, donde comenzó a diseñar para marcas de joyería y clientes privados. En 1986 abrió su propia empresa, llamada "Diamond Quasar", y comenzó a diseñar bajo su propia marca, "Jacob & Co." La marca ganó popularidad rápidamente en Nueva York y pudo expandir su negocio a la industria de la relojería de lujo en 2002.
En 1986 fundó la empresa de venta minorista de joyas Diamond Quasar, que operaba bajo el nombre de Jacob & Co. A principios de la década de 1990, había establecido su propio puesto de venta en el Diamond District de Nueva York, y sus joyas innovadoras llamaron la atención del fallecido rapero The Notorious B.I.G., quien le dio el apodo de "Jacob el joyero" y lo presentó a sus amigos del mundo del espectáculo.
El joyero comenzó a colaborar con artistas en diseños personalizados. En la década de 1990, fue uno de los primeros diseñadores en crear grandes joyas de diamantes para hombres, una tendencia que es popular hoy en día.
Entre las estrellas del hip-hop que fueron clientes de Arabo se encontraban Sean "Puffy" Combs, Biz, Jay-Z, Drake, 50 Cent y Big Sean. Su clientela se amplió a varios artistas y deportistas conocidos, entre ellos Madonna, Rihanna, Pharrell Williams, Elton John, David y Victoria Beckham, Jennifer Lopez, Salma Hayek, Sofía Vergara, Michael Jordan y Mariah Carey.
Con su éxito en el negocio de la joyería, Arabo se dedicó a los relojes. En 2002, creó una colección de relojes de cuarzo llamada Five Time Zone que combinaba colores primarios llamativos y la tecnología de múltiples zonas horarias que atraía a hombres y mujeres. Se inspiró en el estilo de vida jet-set de sus clientes y se convirtió tanto en una declaración de moda como en un reloj utilizable para quienes viajan. Naomi Campbell, Bono, Angela Bassett y Derek Jeter se encontraban entre las celebridades internacionales que usaban el reloj.

### Hitos
- 2002: Jacob & Co. presentó la colección de relojes de cuarzo Five Time Zone con diales de colores, y biseles y correas intercambiables.[9]
- 2004: Jacob & Co. se trasladó del distrito de los diamantes a una boutique insignia en la Calle 57 con Park Avenue.[10]
- 2007: Arabo fundó Jacob & Co. SA en Ginebra, Suiza, y presentó su primer reloj de alta relojería, el Quenttin, el primer reloj con un tourbillon vertical y una reserva de marcha de 31 días, en ese momento la reserva de marcha más larga del mundo.[11]
- 2011: La firma contrata a la primera embajadora de la marca Jacob & Co., la estrella de acción y directora de artes marciales de China, Donnie Yen.[12]
- 2012: La supermodelo y actriz Milla Jovovich se convirtió en la siguiente embajadora de Jacob & Co. El anuncio se realizó en una recepción durante el Baselworld 2012, la feria internacional de relojes y joyas en Suiza.[13]
- 2013: Jacob & Co. presentó el Epic SF24, el primer reloj con una pantalla de huso horario mundial patentada con solapa dividida.[14] El mismo año, la estrella del fútbol, Cristiano Ronaldo, fue nombrada embajadora de Jacob & Co. para promocionar la colección de relojes Ghost Five Time Zone.[15]
- 2014: Jacob & Co. presentó el Astronomia Tourbillon de temática celeste, presentado al sector de la relojería en el Baselworld de 2013. Presentaba un movimiento vertical expuesto con cuatro brazos que giraban alrededor de un engranaje central en 20 minutos. En un brazo hay un globo terráqueo lacado en magnesio y en el brazo opuesto hay un diamante exclusivo de 1 quilate con 288 facetas conocido como "Jacob Cut" que representa a la Luna. Cada satélite gira sobre su propio eje. Los otros dos brazos tienen un tourbillon gravitacional de triple eje y una pantalla de esfera con un sistema de engranaje diferencial que mantiene la posición adecuada de las 12 a las 6 en punto a medida que el movimiento gira dentro de la caja.[16] Arabo calificó al Astronomia como "revolucionario" y el reloj "más importante" de Jacob & Co.[17]
- 2015: Jacob & Co. presentó el reloj Billionaire con un precio de 18 millones de dólares.[18] La caja y el brazalete de oro blanco de 18 quilates estaban cubiertos con 260 quilates de diamantes, y cada gema individual pesaba 3 quilates cada una.[17] Fue adquirido por el boxeador profesional Floyd Mayweather Jr. en 2018.[19]
- 2016: Jacob & Co. presentó el Astronomia Sky, que introdujo nuevas complicaciones de inspiración celeste en el Astronomia, incluyendo una pantalla sideral, visualización vertical del mes, signos del zodíaco, indicación de día y noche, así como un panorama celeste, indicación de segundos orbitales y una luna de diamantes Jacob Cut;[20] y el Twin Turbo, el primer reloj que combina un tourbillon de triple eje gemelo y un repetidor de minutos, en una caja de aspecto deportivo.[21]
  - El mismo año, la empresa abrió una boutique de marca en Dubái, Emiratos Árabes Unidos.[22]
- 2017: Jacob & Co. presentó la joyería Astronomia Solar Planets, que muestra los planetas del Sistema Solar como esferas de piedras preciosas de 288 facetas con talla Jacob Cut.[23]
- 2018: Jacob & Co. amplió el Twin Turbo con el Twin Turbo Furious, el primer reloj que combinaba un tourbillon de triple eje doble, repetidor de minutos decimal, cronógrafo monopulsador y calculadora de diferencia horaria.[24]
  - El mismo año, la empresa abrió una tienda de marca en Ginebra.[25] y presentó una nueva asociación con Lionel Messi, con versiones de edición limitada del reloj Epic X Chrono que incorporaban las firmas profesionales de Messi, como los colores del bandera de la Argentina, el famoso número 10 de Messi, su logotipo "M" estilizado y su firma en el fondo de la caja.[26]
- 2019: El año vio dos asociaciones más para Jacob & Co. La primera fue con el fabricante francés de automóviles deportivos, Bugatti, donde desarrollaron versiones personalizadas de los relojes Jacob & Co. Epic X Chrono y Twin Turbo Furious.[27] Posteriormente colaboraron en un nuevo reloj, lanzado en 2020, el Bugatti Chiron Tourbillon, diseñado para emular el hiperdeportivo Bugatti Chiron. Su movimiento incluye una animación de motor en pleno funcionamiento diseñada para replicar el motor Bugatti W16 y una caja de nuevo diseño inspirada en la carrocería del Chiron.[28]
  - La segunda asociación fue con Paramount Pictures, donde las dos entidades colaboraron en el reloj musical El Padrino. Una complicación musical incorporada reproduce las primeras 120 notas de la canción principal de El padrino mientras que el reloj contiene réplicas artísticas de detalles de la película.[29]
  - La marca de lujo también presentó el Astronomia Casino, que cuenta con una ruleta en miniatura funcional;[30] y el Mystery Tourbillon, el primer reloj que presenta dos tourbillons centrales de triple eje vinculados colocados uno tras otro en el centro de una esfera con incrustaciones de gemas.[31]
  - En el mismo año, Jacob & Co. amplió su red de tiendas con puntos de venta en Pekín, Kuala Lumpur y Bangkok.[32][33] Al año siguiente, Jacob & Co. abrió una segunda boutique en Pekín.[34]
- En 2020, Jacob & Co. sumó cinco asociaciones. La primera fue con NBC/Universal, donde las dos empresas crearon el reloj Opera Scarface Musical, que contiene la música y la iconografía de la película Scarface.[35]
  - La siguiente fue con el diseñador de ropa masculina, Virgil Abloh, para una línea de joyas de oro y diamantes con clip de papel llamada "Office Supplies".[36]
  - Más adelante, Jacob & Co. se asoció con la marca de estilo de vida de skate estadounidense, Supreme, para un reloj de cuatro zonas horarias de diseño exclusivo.[37]
  - La cuarta asociación fue con el campeón de la UFC, Jabib Nurmagomédov, para una línea de relojes Epic X Chrono que incorporaban las firmas profesionales de Khabib, incluido su récord invicto, su apodo "The Eagle" y su exclusivo gorro de piel papakha.[38]
  - La quinta asociación fue con el explorador y activista ambiental Johan Ernst Nilson. Juntos lanzaron el Astronomia Explorer.[39]
- 2021: Jacob & Co. se convirtió en la primera marca de relojes de lujo en vender un NFT con una versión digital del reloj de viaje SF24 Tourbillon que se vendió por 100.000 dólares, y se convirtió en la primera marca de relojes de lujo que acepta criptomonedas.[40]
  - El mismo año, Jacob & Co. lanzó el Astronomia Maestro Worldtime, el primer reloj con una complicación de carillón repetidor de minutos y una complicación Worldtime.[41]
  - La marca de lujo también presentó tres modelos Twin Turbo Furious con cajas de cristal de zafiro completamente transparentes y un repetidor de minutos decimal, el primer reloj que incluye estas dos características distintivas.[42]
  - La empresa se asoció con Universal Pictures para producir el Fast & Furious Twin Turbo, inspirado en una de las franquicias cinematográficas más populares de todos los tiempos: "Fast & Furious".[43]
  - El mismo año, Jacob & Co. firmó un acuerdo con Warner Bros. Consumer Products y DC para producir una nueva colección de relojes inspirados en Batman.[44]
  - También en el mismo año, Jacob & Co. se asoció con el artista de graffitis, Alec Monopoly, para crear el Astronomia Alec Monopoly, que coloca esculturas en miniatura de las creaciones icónicas de la cultura pop de Monopoly.[45]

## Premios y reconocimientos
- En 2006, el reloj Jacob & Co. Five Time Zone - "The World is Yours" ganó el premio de diseño Travel + Leisure.[46]